# Personaggi di Beyond Good & Evil
Questa lista comprende i personaggi del videogioco Beyond Good & Evil.

## Jade
Jade è una ragazza di vent'anni proprietaria di un orfanotrofio e di un'agenzia investigativa, la Jade Reporter & Co. Vive in un faro su una piccola isola di Hillys, insieme allo zio adottivo Pey'j e molti bambini che hanno perso i genitori durante gli ultimi attacchi dei DomZ (o bambini i cui genitori sono misteriosamente scomparsi). Tutti i bambini del faro le sono molto affezionati e la vedono come una sorella maggiore.
Nessuno sa chi erano i suoi veri genitori a eccezione di Pey'j, il quale era un loro grande amico. Non è chiaro il motivo per cui furono costretti a separarsi, l'unica cosa che si sa è che, venti anni fa, ebbero gravi problemi con le autorità e che per salvare Jade ancora piccola, i suoi genitori la affidarono a Pey'j; l'unico ricordo dei suoi genitori è una vecchia macchina fotografica digitale VP-H263 da 15.8 Mpxl.
Passò la sua infanzia nei quartieri poveri delle città di Hillys, formando il suo spirito scaltro e vivace. Ebbe modo di farsi una propria disciplina delle arti marziali usando varie tecniche con il Daï-jo, una particolare asta energetica da combattimento.
All'età di diciotto anni, iniziò una propria carriera di foto-reporter privata, guadagnandosi da vivere con servizi fotografici su commissione.
Verso la fine, Jade scoprirà di possedere dei poteri particolari capaci di curare e riportare in vita le persone morte.
In italiano è doppiata da Chiara Colizzi

## Pey'j
Pei'j, lo zio adottivo di Jade, è un Sus Sapiens, cioè un ibrido tra un suino e un essere umano. Ha 50 anni.
Grande amico dei genitori di Jade, di cui si prende cura. È in grado di riparare qualsiasi attrezzatura meccanica o elettronica. Può attaccare con il Barranco 5000, una specie di cesoia-pinza-coltello, con cui può anche compiere le sue riparazioni. Inoltre, può eseguire un attacco con stivali-jet con cui causare un'onda d'urto che fa saltare in aria i nemici e renderli più vulnerabili. Pey'j non sarà presente nella seconda parte dell'avventura perché verrà rapito dalle Squadre Alfa. Si scopre a metà della storia che è il capo della rete Iris. Quindi quando Jade riceve il messaggio di invito da parte di un agente della rete Iris sotto falso nome, capisce subito la verità e sarà riluttante a farla andare per i rischi che correrebbe. 
È un personaggio non giocabile (PNG). Nonostante ciò potrà essere parzialmente controllato dal giocatore nel corso di alcuni combattimenti.
Pey'j sembra sapere qualcosa che Jade non conosce ed è al corrente dei suoi poteri.
In italiano è doppiato da Massimo Milazzo

## Doppia H
Doppia H è un membro della Rete IRIS, ex-sergente dell'Esercito Regolare di Hyllis e un grande zelota del manuale militare Carlson & Peeters. Può sfondare qualsiasi cosa con il suo attacco Bull Rush e ha una difesa più che efficace, anche se ciò va a discapito della sua velocità. Ha 36 anni.
È un personaggio non giocabile (PNG). Nonostante ciò potrà essere parzialmente controllato dal giocatore nel corso di alcuni combattimenti.
Doppia H dovrebbe chiamarsi in realtà Hub. È possibile scoprirlo ascoltando Meï alla base dell'IRIS, quando Jade ritorna con lui dopo averlo salvato dalla fabbrica di Nutripillole, ed è moribondo. Meï se ne accudirà, e preoccupata urlerà "Hub!".
In italiano è doppiato da Pieraldo Ferrante

## Orfani del faro
Molti dei bambini che vivono con Jade nell'orfanotrofio hanno perso i genitori a causa degli attacchi dei DomZ.
- Pablo, è il più grande e vive da tanto tempo con Jade. Lei ama le fragole da lui coltivate.
- Fehn, è un ibrido tra uomo e capra (Capra Sapiens). Pratica spesso Yoga con Jade e dice che da grande sogna di diventare un membro delle Squadre Alfa, per scacciare i DomZ dal pianeta (bisogna precisare che molti Hilliani sono convinti dell'innocenza dell'Alfa in tutto questo). In italiano è doppiato da Barbara Pitotti[1]
- Yoa, è sicuramente uno dei personaggi più mistici. Nulla si sa di lei, se non che parla una lingua sconosciuta e incomprensibile a Jade. Se le viene scattata una foto, si può almeno avere conferma che è una Homo Sapiens.[5]
- Zaza, i suoi genitori sono stati rapiti da poco, quando iniziano le avventure di Jade: è l'ultima arrivata.
- Oumi, altro esemplare di Capra Sapiens.
- Kip, Jade si fida molto di lui. Gli dirà che è il migliore quando gli affiderà il compito di badare alla nuova arrivata, Zaza.

## Secundo
Secundo è un personaggio di secondaria importanza nella storia del gioco. Si tratta di un ologramma tridimensionale del computer di Jade (il S.A.C.). È utile alla ragazza per la scansione e per immagazzinare gli strumenti.
In italiano è doppiato da Vladimiro Conti

## Generale Kehk
Il Generale Kehk è il comandante supremo della Squadre Alfa. Riveste perciò un ruolo di antagonista nella storia e, dopo svariati incontri con la protagonista, verrà definitivamente sconfitto da Jade nella base lunare di Selene, quando riuscirà a mettere KO il suo mezzo, una grande nave aerea simile a un gigantesco ragno. Come ammesso dal generale, le squadre Alfa hanno stretto accordi con gli alieni DomZ per ottenere grandi poteri e l'immortalità rubandola dalle loro vittime, assorbendone l'essenza vitale e prolungando così la propria vita. Ciò fa presupporre che il Generale Kehk sia in vita da molto più tempo di un essere umano. Il Generale Kehk sembra sapere qualcosa di Jade e sulla sua vera identità, affermando che il capo dei DomZ era alla sua ricerca da secoli.
In italiano è doppiato da Gerolamo Alchieri

## DomZ
I DomZ sono una razza aliena che rapisce la popolazione hillyana per assorbirne l'energia vitale prolungando così la propria vita. Il loro capo è il Gran sacerdote DomZ. La sua tana è una caverna e lui sta sempre tra le braccia di un oracolo in un altare.
È ossessionato dal trovare Jade, affermando che è l'unica in grado di poterlo salvare utilizzando i suoi poteri. Il generale afferma che il sacerdote DomZ ha prosciugato la vita di migliaia di persone per secoli, alla continua ricerca di Jade.

## Hahn
Hahn è il capo di una delle sezioni della rete IRIS, quella in cui entra Jade. Sarà lui a dare informazioni alla protagonista prima di ogni missione. Si può trovare in una parte segreta della camera 3 del Bar Akuda, la base IRIS, insieme a Meï e Nino.
In italiano è doppiato da Gerolamo Alchieri

## Meï
Meï è una redattrice della IRIS, che si occupa di fornire a Jade una linea sicura per il trasferimento dei dati e delle foto. È un Felis Sapiens, un ibrido tra essere umano e felino.
Si preoccupa molto di Doppia H (Hub) e se ne prenderà cura al ritorno da una missione, curandolo da un parassita DomZ che lo stava divorando.
In italiano è doppiata da Barbara Berengo Gardin

## Nino
Nino è, a detta di Hahn, colui che si occupa di appendere, per le strade di Hillys i cartelloni propagandistici dell'IRIS. Starà sempre nell'area PC della base IRIS, e riceverà le foto e le informazioni che Jade gli trasmetterà in missione.
In italiano è doppiato da Sergio Lucchetti

## Occhio di Lince
Occhio di Lince è il primo membro della Rete IRIS che Jade incontrerà, al secondo piano del Bar Akuda. Egli sottoporrà Jade a una prova, il "Gioco dei tre cocchi", poiché consiste nel nascondere un piccolo oggetto in uno dei tre cocchi posizionati su un tavolo e, una volta mescolati, bisognerà seguire il corso che farà il cocco contenente l'oggetto; in questo modo, Jade riceverà il pass per accedere alla stanza 3 e, quindi, alla base IRIS. Inoltre, come dice Hahn, sarebbe stato lui a far notare Jade alla IRIS, definendola "Una ragazza che ha talento da vendere", decidendo quindi di arruolarla.
In italiano è doppiato da Gerolamo Alchieri

## Mo'
Mo' è il proprietario del Bar Akuda, un bar situato sul passaggio pedonale, luogo indispensabile per raggiungere la Rete IRIS. Egli parlerà a Jade di un luogo dentro un vulcano ricco di colonie di Crochax, animali voraci e violenti, a protezione di un tesoro di Perle d'Aramis. Alla fine del gioco, Jade scoprirà trattarsi dell'Isola Nera, luogo già precedentemente visitato.